# Bolívar (Barinas)
Bolívar is een gemeente in de Venezolaanse staat Barinas. De gemeente telt 54.000 inwoners. De hoofdplaats is Barinitas.